# Sergej Ćetković
Sergej Ćetković, på serbisk kyrillisk: Сергеј Ћетковић (født 1975) er en montenegrinsk sanger, der repræsenterede Montenegro i Eurovision Song Contest 2014 med nummeret "Moj svijet".

## Biografi
Sergej Ćetković er født den 8. marts 1975 i Titograd (i dag: Podgorica). Som syvårig kom han med i en musikgruppe ved navn Vatrena Srca. Han debuterede professionelt som sanger i 1998 i festivalen Sunčane skale, hvor han fremførte nummeret "Bila si ruža", og i 2000 udkom hans debutalbum Kristina.
Den 19. november 2013 blev han af den montenegrinske tv-station RTCG officielt udpeget til at repræsentere Montenegro ved Eurovision Song Contest 2014 i København. Den 9. marts 2014 blev det offentliggjort, at han skulle synge sangen "Moj svijet" (min verden). Sangen opnåede en syvendeplads ved den første semifinale den 6. maj 2014 og sikrede dermed Montenegro landets første finaleplads som selvstændig nation. Ved finalen fire dage senere blev sangen nummer 19 ud af 26.

## Diskografi
- Kristina (2000)
- Budi mi voda (2002)
- Kad ti zatreba (2005)
- The best of (2005)
- Sergej Live (2006)
- Pola moga svijeta (2007)
- 2 minuta (2010)
- Balade (2011)[8]